# Озолін Костянтин Іванович
Костянтин Іванович Озолін (1893, місто Лібава Курляндської губернії, тепер Латвія — розстріляний 1 серпня 1938, Москва) — радянський військовий діяч, член Військової ради Харківського військового округу, бригадний комісар (1935).

## Біографія
Народився в родині портового вантажника. Ще дитиною почав працювати учнем у палітурній майстерні, а потім — підмайстром на млині. З 1913 року — завідувач млина.
Вступив до Латвійської соціал-демократичної робітничої партії, за що у 1915 році був заарештований царською владою. Перебував у Тукумській, Мітавській, Бутирській та Вітебській в'язницях. У 1916 році з-під слідства звільнений та направлений в батальйон латиських стрільців. Від служби ухилився і переїхав в Нижній Новгород, де був знову призваний в армію. Служив спеціалістом нестройової команди в місті Смоленську. У 1916 році був відправлений на Південно-Західний фронт. Служив каноніром у 2-му важкому артилерійському дивізіоні. З липня 1917 року — командир взводу 2-го важкого артилерійського дивізіону. Був головою дивізійного комітету. Один з учасників встановлення радянської влади в Смоленську, завдяки йому влада в Смоленську перейшла від уряду меншовиків до більшовиків. Член РСДРП(б) з 1917 року.
З початку Громадянської війни у Росії в 1918 році пішов на службу в робітничо-селянську Червону Армію. Командував колоною червоних латиських стрільців, потім Комуністичним загоном особливого призначення. У кінці 1918 року був призначений військовим комісаром 2-ї окремої кавалерійської бригади 9-ї армії. З жовтня 1919 по січень 1920 і з квітня 1920 по липень 1920 року — військовий комісар 11-ї кавалерійської дивізії. У боях був поранений. У 1921 році — уповноважений Революційної військової ради 1-ї Кінної армії.
З 1921 по 1924 рік був начальником укріпленого району берегової оборони Чорного моря, військовим комісаром Дагестану (з 1922 року). У 1924 звільнений у резерв Червоної армії.
З 1924 року працював директором заводу № 2 млинового машинобудування, з 1929 року — директором навчально-виробничого комбінату харчового машинобудування. У 1932 році призначений заступником начальника бюро реконструкції Всесоюзного об'єднання «Союзмука». З травня 1933 по червень 1934 року — керуючий експериментальною конторою «Підземгаз» Народного комісаріату важкої промисловості СРСР.
З червня 1934 року — знову в кадрах РСЧА. З червня 1934 по травень 1937 року — військовий комісар Військової інженерно-технічної академії зв'язку.
З червня по 28 листопада 1937 — член Військової ради Харківського військового округу. Брав участь у засіданнях Військової ради при Народному комісарі оборони СРСР, які відбувалися з 21 по 27 листопада 1937 року.
Заарештований органами НКВС 28 листопада 1937 року. 1 серпня 1938 року Воєнною колегією Верховного суду СРСР засуджений до розстрілу за звинуваченням в участі у військовій змові. Вирок виконаний у той же день. Реабілітований Воєнною колегією Верховного суду СРСР 1 грудня 1956 року.

## Нагороди
- Два ордени Червоного Прапора (1923, 1924).